# Gustaf Erik Zander

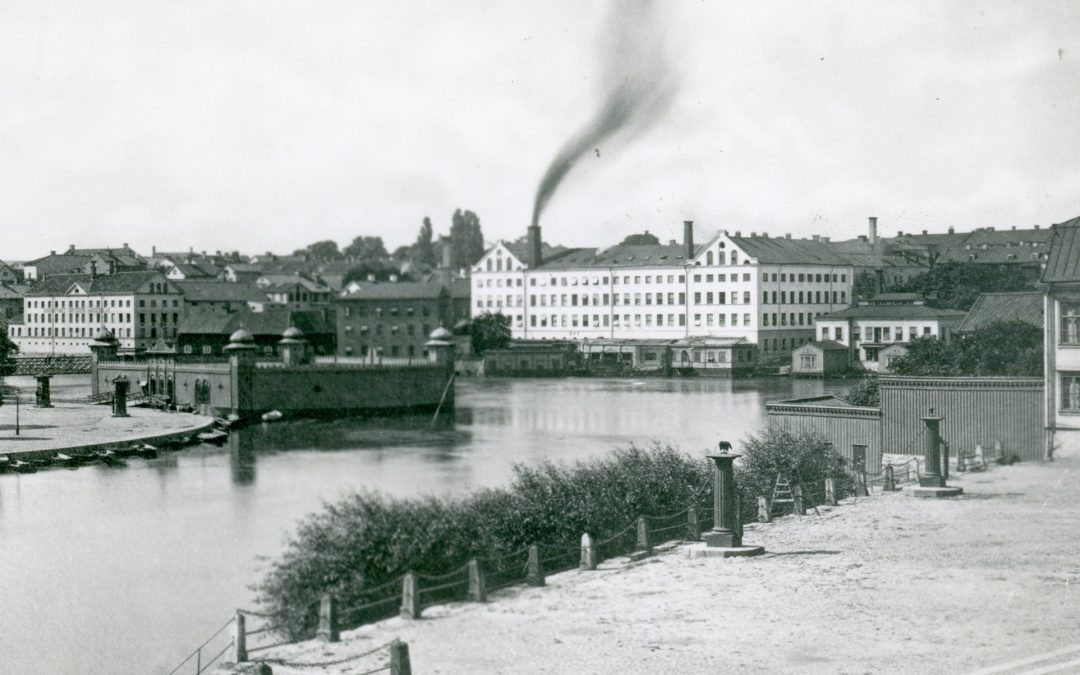
Till vänster Kallbadhuset vid Refvens grund i Norrköping, sett från Samarien, den södra delen av Carl Johans park, 1882. till höger i bilden, på andra sidan Strömmen, ligger Gamla varmvadhuset.

Gustaf Erik Zander, född 1835, död 1901, var en svensk arkitekt och kommunalpolitiker i Norrköping.
Gustaf Erik Zander var son till handelsmannen Gustaf Zander (1794-1858) i Norrköping. Han studerade i apologistskolan i Norrköping och i mitten  på 1850-talet arkitektur vid Akademien för de fria konsterna i Stockholm. På 1860-talet fortsatte han arkitektstudier i Berlin i Preussen under ett par år.
Han ritade - i morisk stil med kupoltorn - det 1868 återuppförda kallbadhuset vid Refvens grund i Motala ström i Norrköping, vilket han också delägde som delägare i Strömbadbolaget. Under 1860-talet undervisade han i teckning och modellering. 
Gustaf Erik Zander var aktiv i kommunalpolitiken. Han var ledamot i stadsfullmäktige 1871-1901. Han var ledare för Norrköpings frivilliga brandkår, ordförande i brandstodskommittén och i hypoteksföreningen. Han var också aktiv i arbetareföreningen och i Norrköpings frivilliga skarpskytteförening. St
Han var gift med Olga Mathilda Regnell (1861-1934). Paret hade bland andra barnen Carl Gustaf och Margit Ingeborg Zander.